# IC2

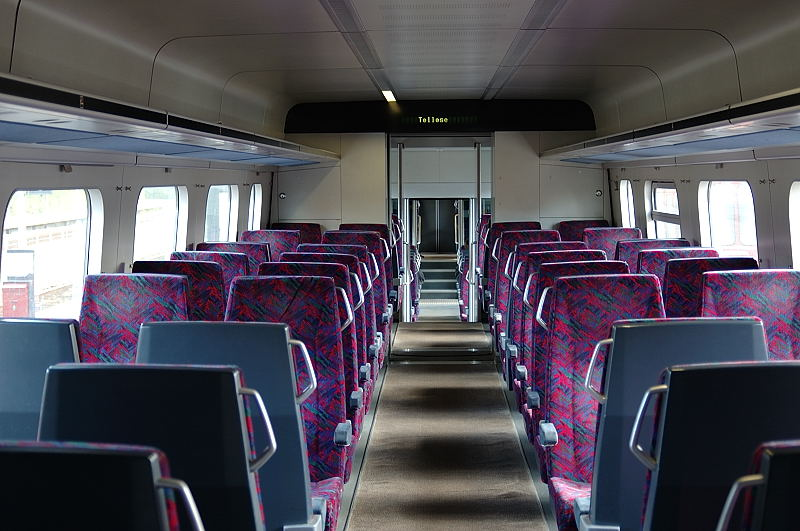
Interieur van IC2 treinstel van de Vestsjællands Lokalbaner

De IC 2 is een dieseltreinstel, gebouwd in 1997 door Adtranz in Randers (tegenwoordig onderdeel van Bombardier Transportation) voor de Deense lokaalspoorwegen.
De IC2 is een doorontwikkeling van de dieseltreinstellen IC3, geleverd aan de DSB. Waar de IC3 is bedoeld voor intercitydiensten, is de IC2 speciaal ontworpen voor de lokale spoorlijnen. Een IC2-treinstel bestaat uit twee rijtuigen, die in het midden op een gezamenlijk jacobsdraaistel zijn opgelegd. In een van de rijtuigen (type FS) is een deel van het interieur uitgevoerd met een lage vloer. In het andere rijtuig (type MF) is de vloer op normale hoogte uitgevoerd. De techniek van het materieel is niet gelijk aan die van de IC3. De topsnelheid van 140 km/h wordt op de lokaalspoorlijnen niet gehaald. Aan de kopeinden bevinden zich rubber balgen. Bij het koppelen van twee treinstellen kunnen de cabines worden weggedraaid, waardoor er een doorgang van het ene treinstel naar het andere treinstel ontstaat. Door de verschillen kan een IC2 wel mechanisch worden gekoppeld aan een IC3 en ook aan een elektrisch treinstel IR4, maar daarmee niet in treinschakeling rijden.
In totaal zijn 13 treinstellen gebouwd en geleverd aan de volgende spoorwegondernemingen:
- 3 stellen (MF1021+FS1021 - MF1023+FS1023) voor de Høng-Tølløse Jernbane/Odsherreds Jernbane (inmiddels gefuseerd in Vestsjællands Lokalbaner)
- 4 treinstellen (MF1001+FS1101 - MF1004+FS1104) voor Lollandsbanen
- 6 treinstellen (MF1041+FS1141 - MF1046+FS1146) voor Gribskovbanens Driftsselskab/Hillerød-Frederiksværk-Hundested Jernbane (inmiddels gefuseerd in Hovedstadens Lokalbaner)

De laatst genoemde 6 treinstellen zijn in 2007 verkocht aan de Lollandsbanen, zodat deze nu over 10 treinstellen beschikt en daarmee het oude Lynette materieel kon vervangen. Verdere leveringen bleven uit, doordat is gebleken dat dit materieel niet goedkoop in gebruik is.